# Cabril (Viseu)
Cabril é uma aldeia da freguesia de Povolide, localizada no Concelho e Distrito de Viseu (40°40'57.20"N, 7°46'08.00"W).
Está situada no ponto mais alto da freguesia no extremo Nordeste do Concelho de Viseu, estabelecendo por isto fronteiras com os Concelhos de Sátão e Penalva do Castelo. Atualmente, deverá contar com menos de 100 habitantes (só há dados populacionais registados referentes à totalidade da freguesia, cuja sede é Povolide).
Tem como principal património as suas gentes, as suas ruas, as suas casas mais emblemáticas, a sua capela de Santo António, a sua Escola Primária (atualmente já com outra vocação - sede da ASORCCA), as suas paisagens envolventes,… mas voltando às suas gentes e ao seu árduo trabalho, tanto nas lides de casa como nas hortas, nos campos, nos currais, nas vinhas, nos pomares e o esforço e a luta constante contra todas as adversidades, desde a incerteza do tempo, as sintomáticas geadas, imprevisíveis chuvas, ou até o calor em demasia e fora de tempo, pondo muitas vezes em causa todo o trabalho previsto para uma colheita, assumindo assim as adversidades e o facto de ser tão pouco compensador economicamente, mas de grande valor de realização pessoal e afirmação sociocultural das raízes desta terra, que tem na simpatia dos seus habitantes o seu melhor cartão de visita.
Nos últimos anos tem-se verificado o êxodo da sua população, fruto das escassas oportunidades de trabalho que a região proporciona, no entanto, as raízes e laços familiares dos Cabrilenses são mais fortes e quando não os conseguem reter fazem-nos regressar com assiduidade.

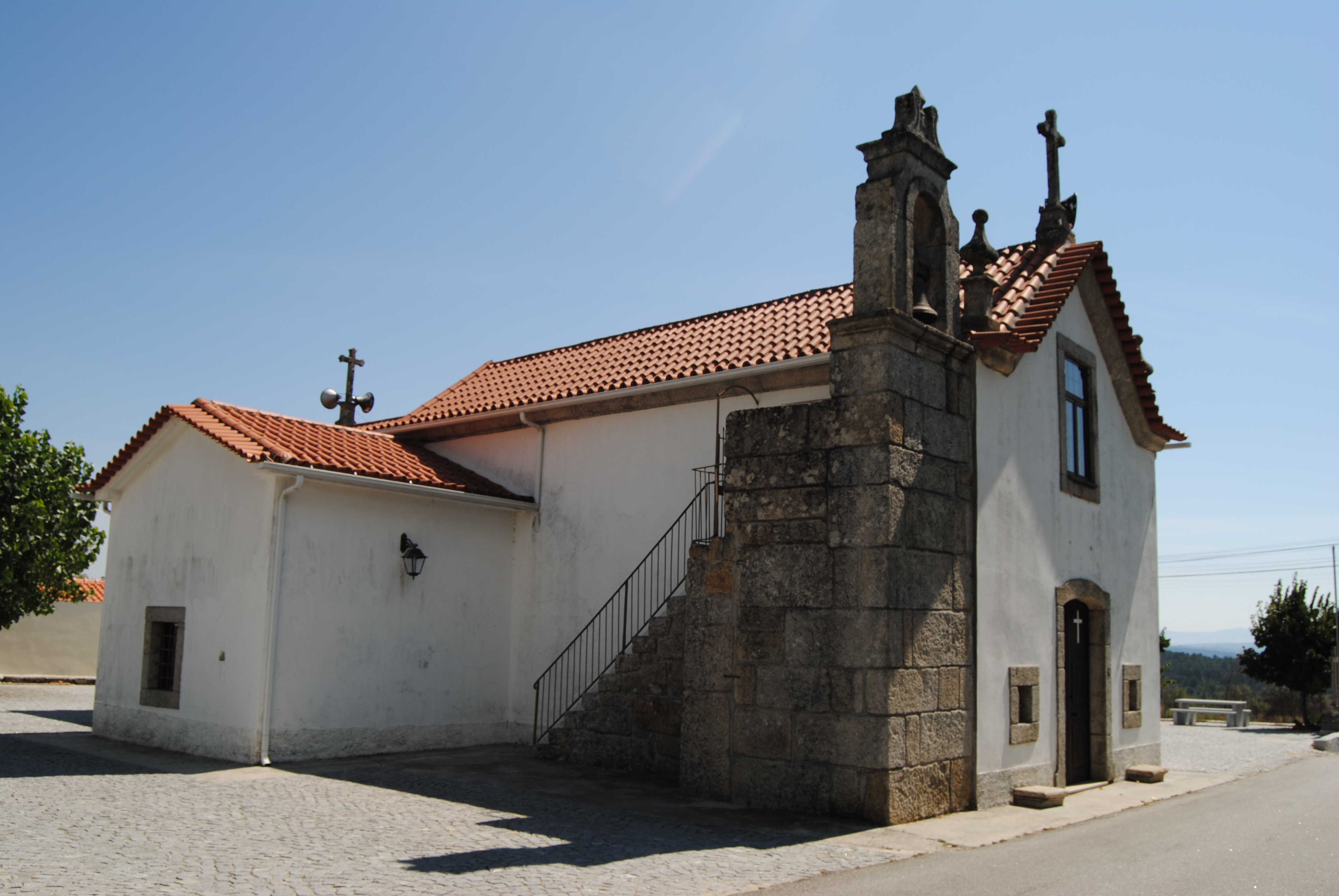
Capela de Cabril

## Capela de Santo António
A capela de Santo António, situada no Bairro com o mesmo nome, remonta ao ano de 1766, de acordo com a inscrição que consta na porta principal de entrada. Foi mandada construir pelos habitantes das povoações vizinhas de Cabril, Cadimas e Vilares (Vilar de Cima e Vilar de Baixo). É destino anual de romaria no mês de junho, por altura da comemoração das festividades religiosas do Santo padroeiro.

## Escola Primária

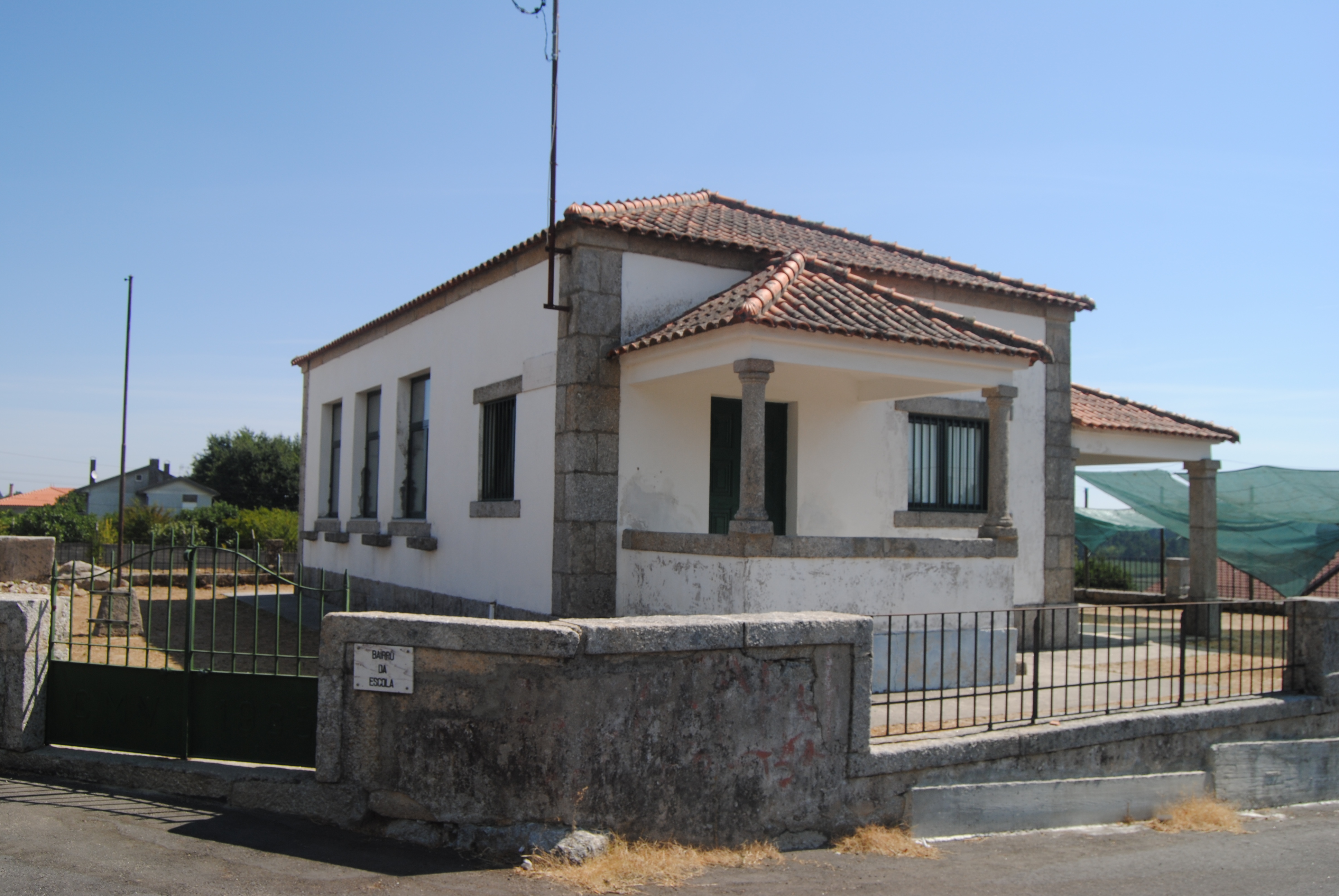
Escola de Cabril

A Escola Primária que durante mais de 50 anos formou e permitiu o início dos estudos de centenas de alunos que por lá passaram, está agora transformada em sede da ASORCCA - Associação Social Recreativa e Cultural de Cabril, que tudo tem feito para a dinamização sociocultural e preservação da identidade de um povo que teima em resistir ao chamamento do mundo exterior.

## Casario e envolvente
Em terra de granito, o casario faz jus na sua utilização e são vários os exemplares das casas que perpetuam a origem desta aldeia, que com as suas paisagens e vistas deslumbrantes, entre serras, montes e vales, a todos deslumbra e retempera.
A Quinta de Vilar de Cima, que albergou outrora uma prestigiada Fábrica de Laticínios da Beira Alta e um Centro Vitícola, preenche um importante espaço da paisagem, agora dedicada à produção de maçã, tem um papel significativo no desenvolvimento e na economia local desta aldeia.

## Galeria

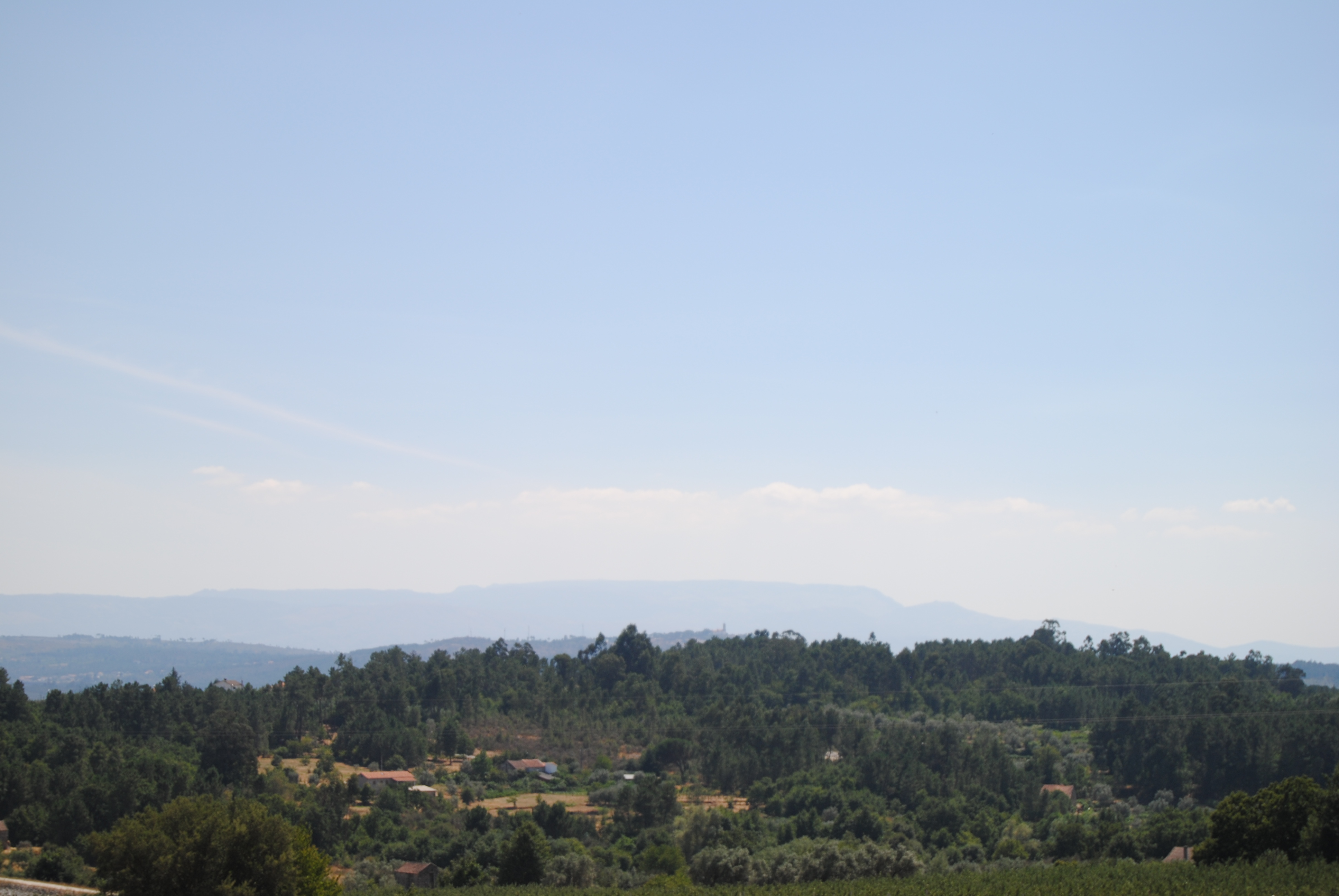
Vista Este - Serra da Estrela
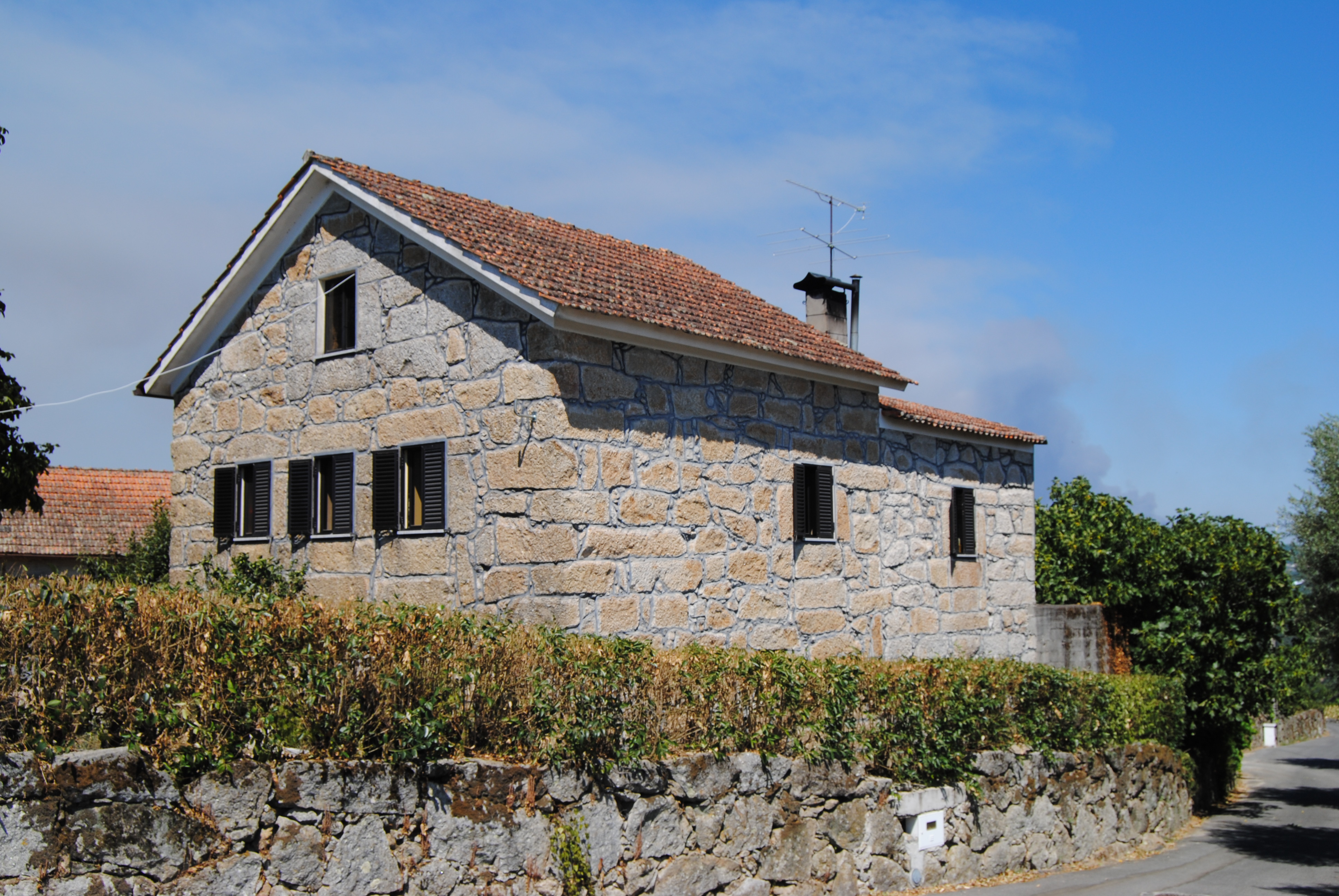
Casario
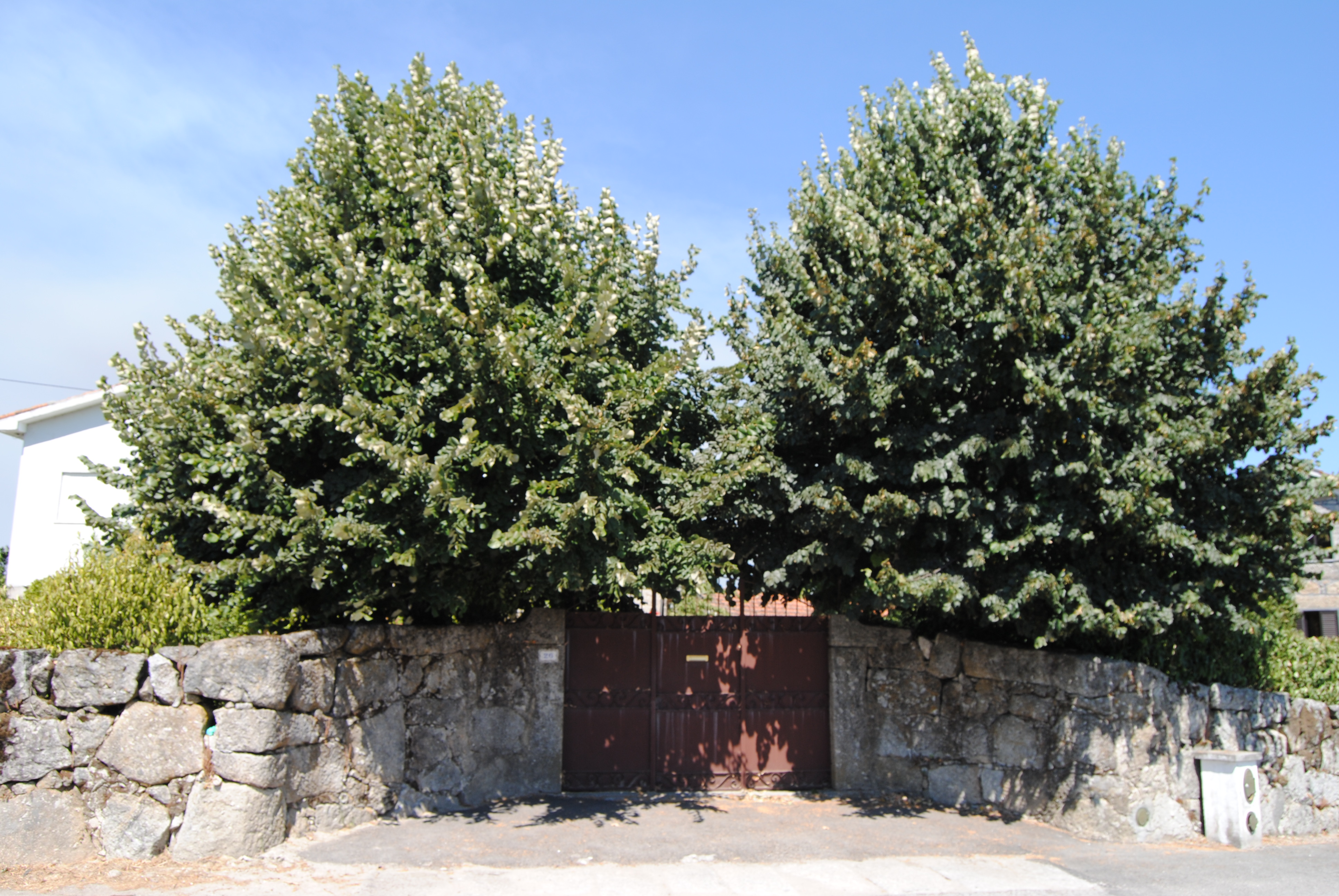
Casario
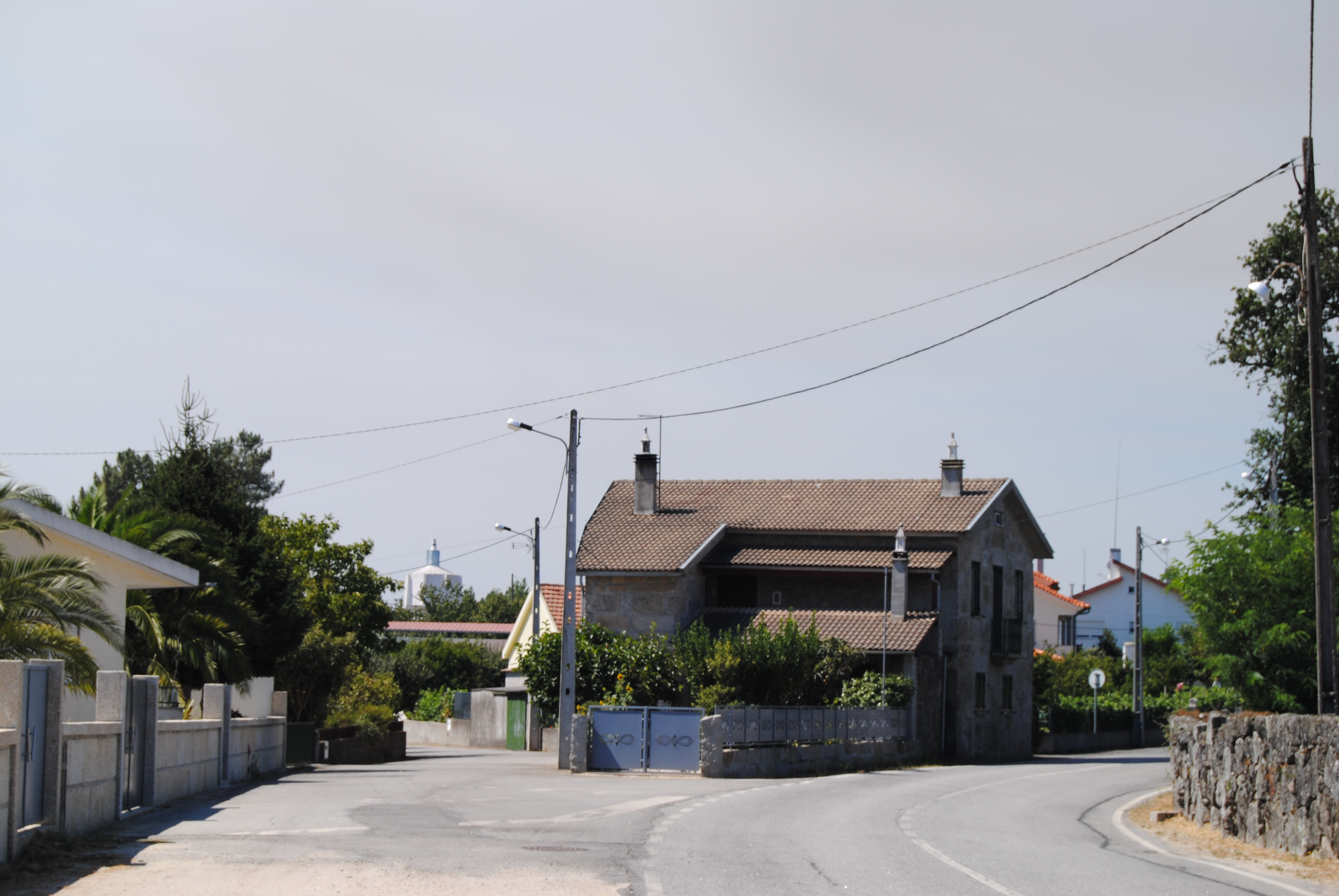
Casario
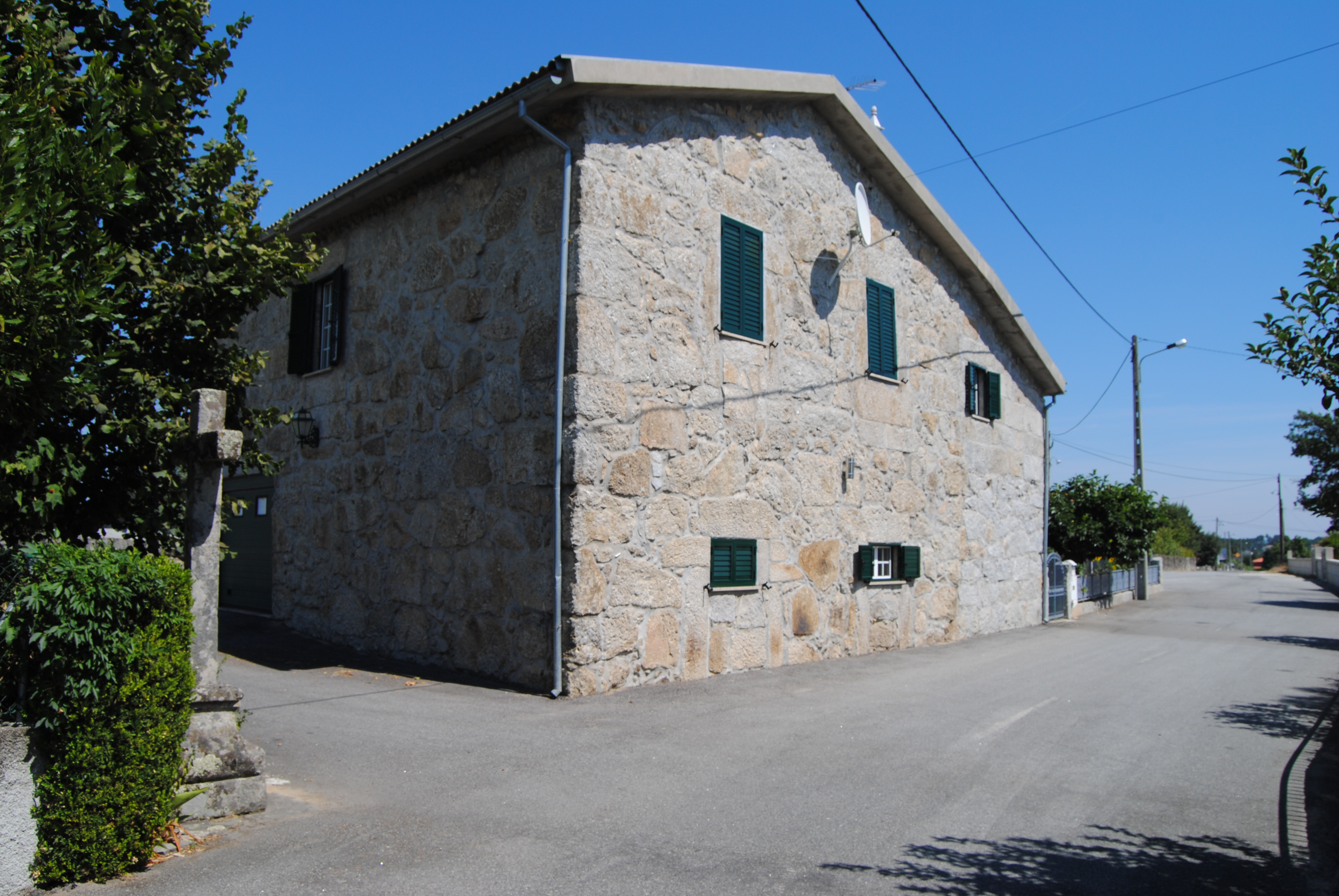
Casario
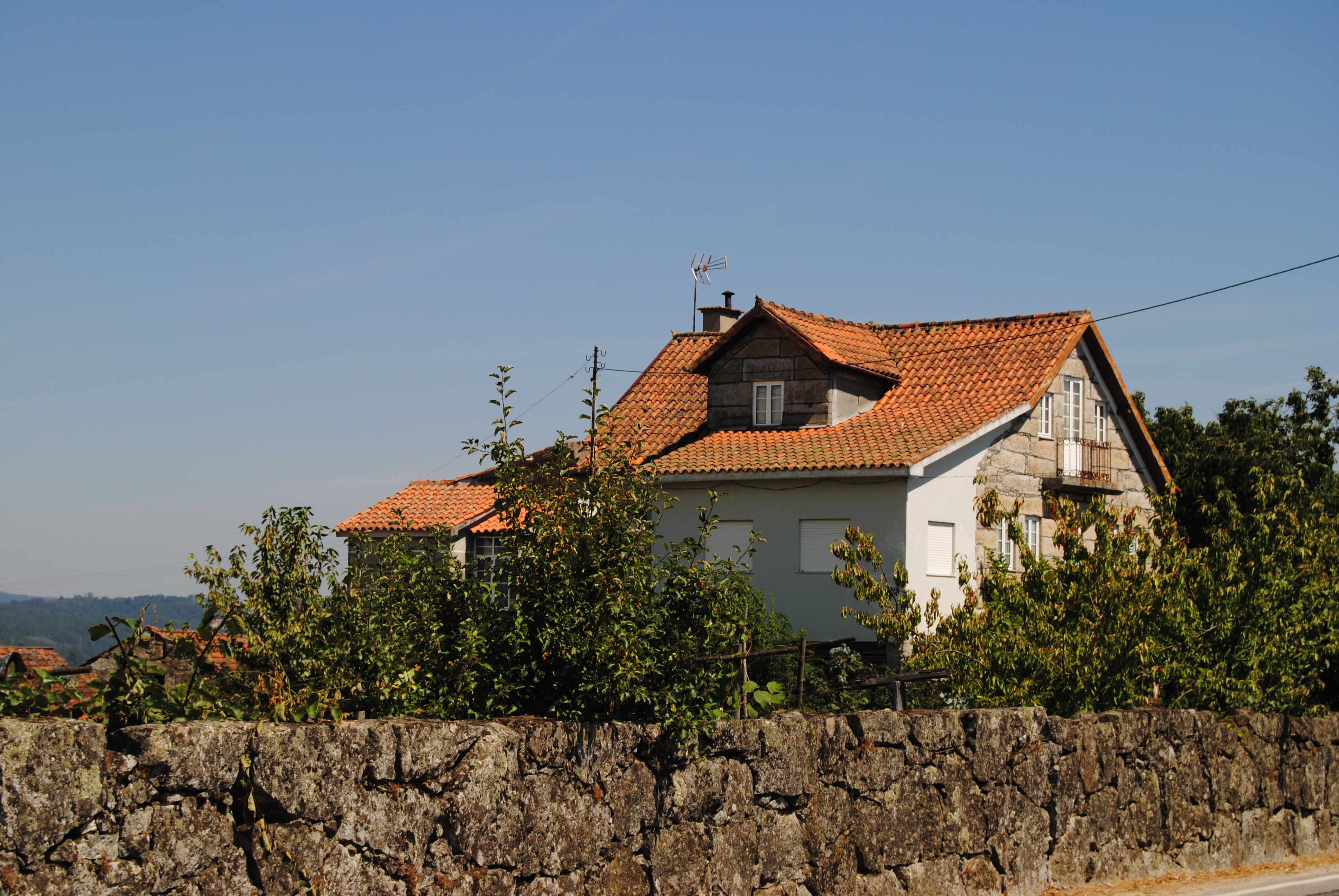
Casario
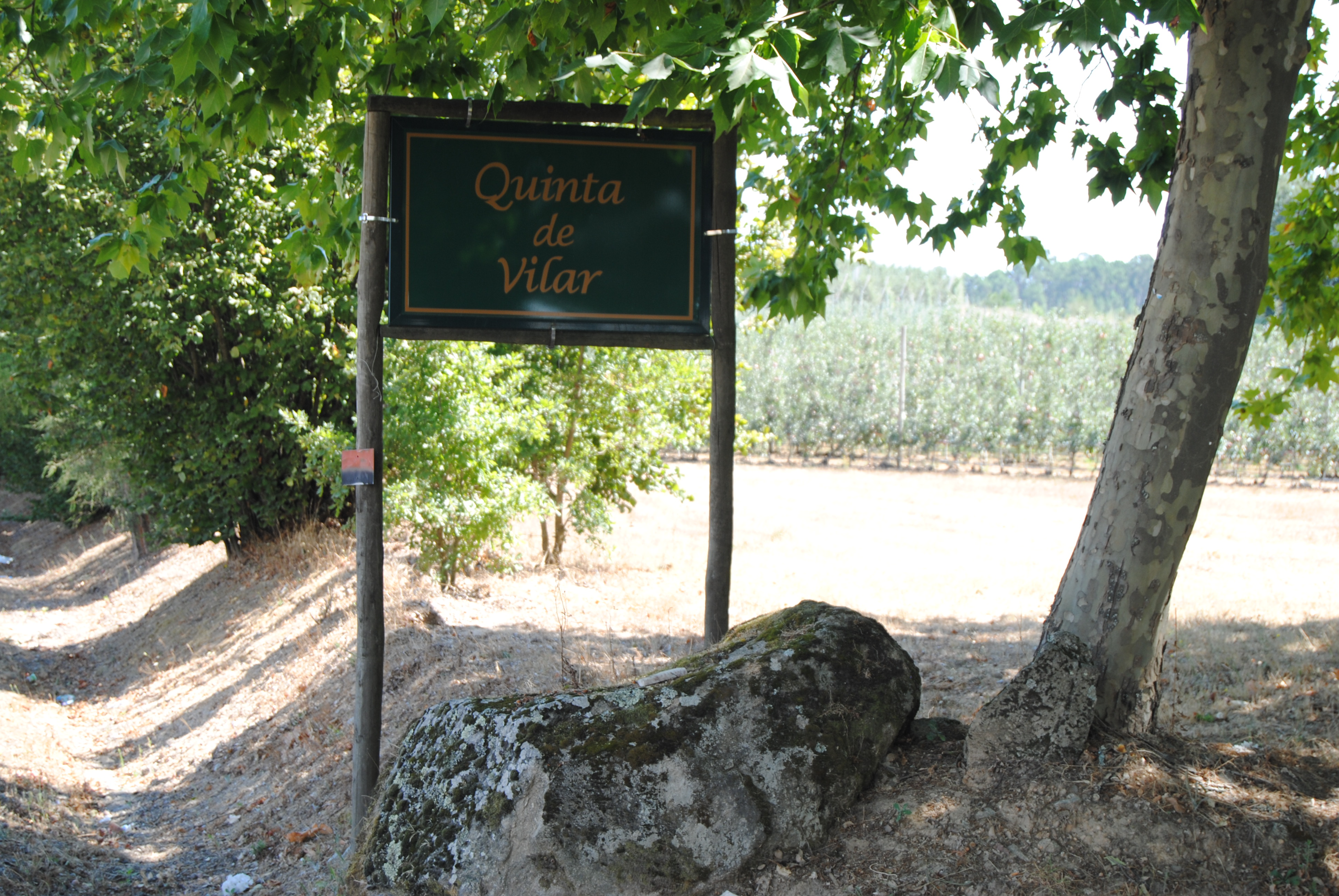
Quinta de Vilar de Cima
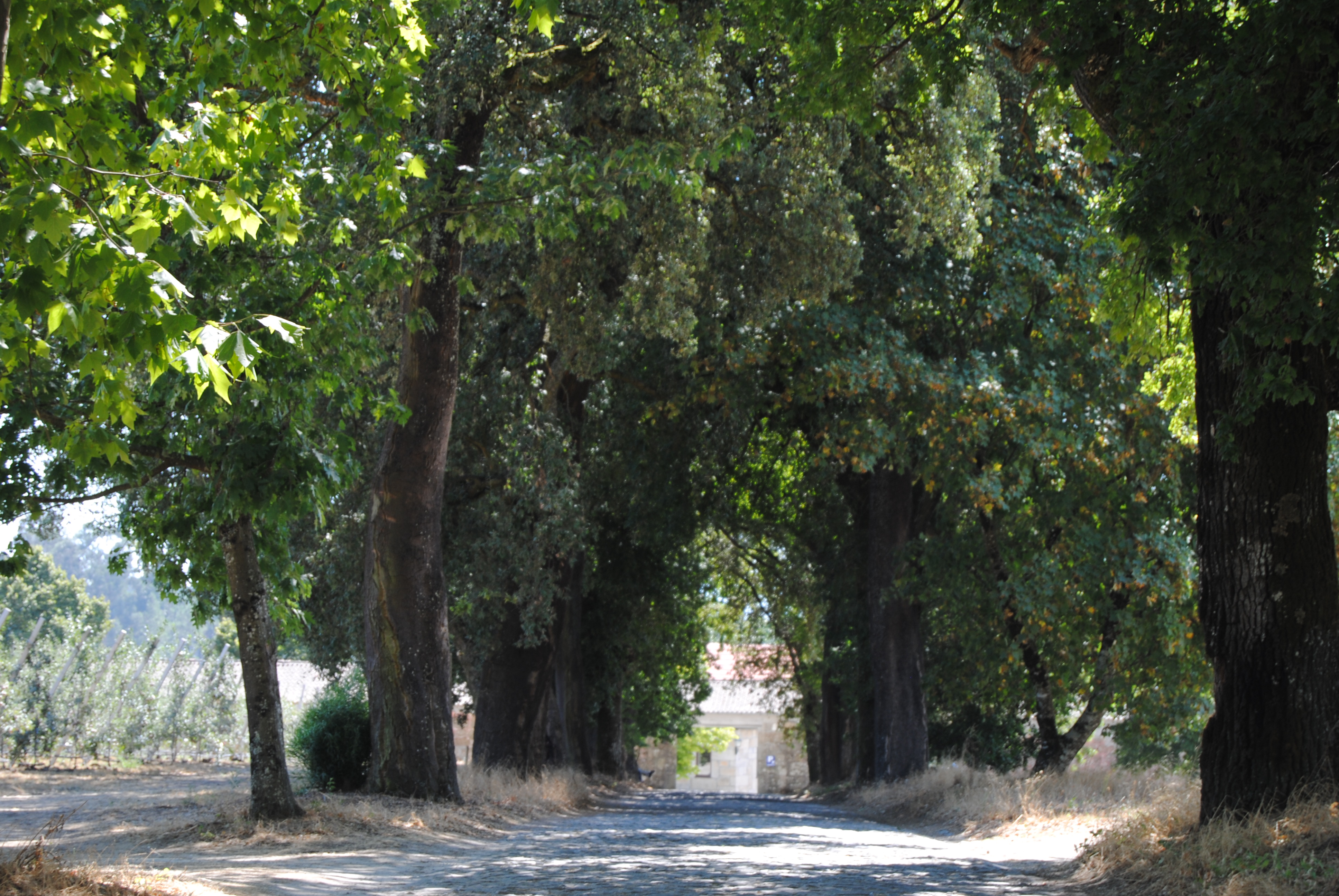
Quinta de Vilar de Cima
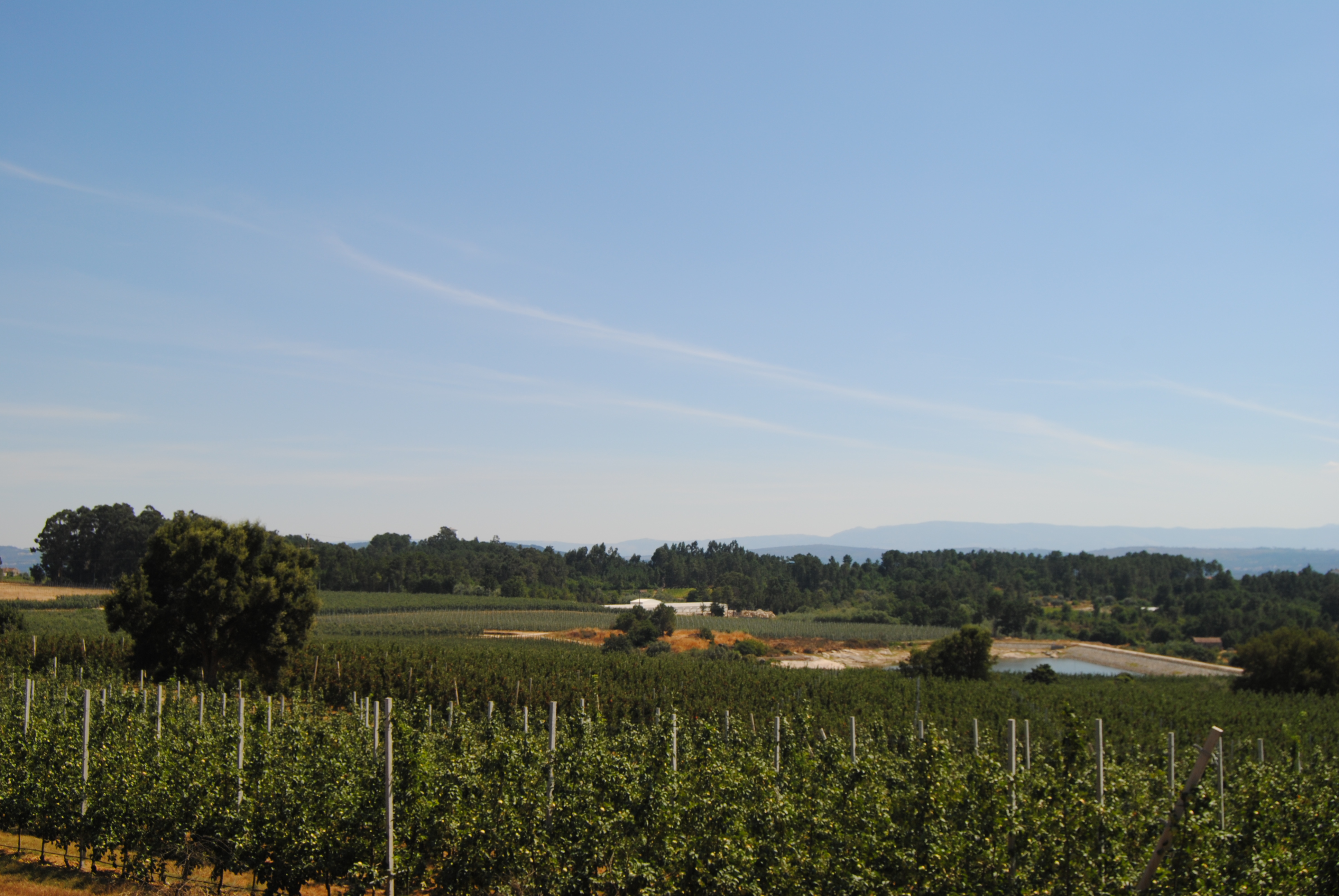
Quinta de Vilar de Cima
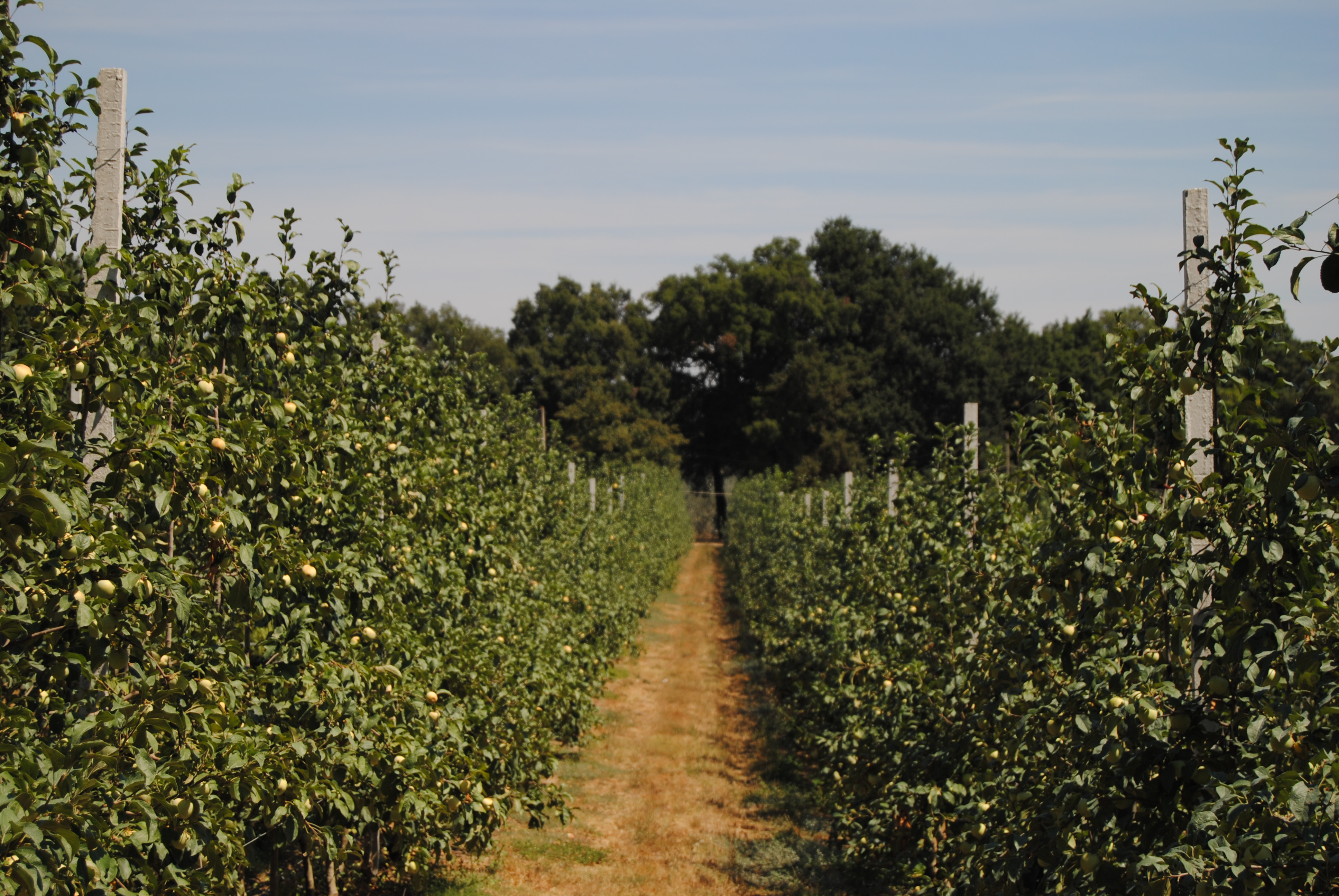
Quinta de Vilar de Cima, pomar de macieiras
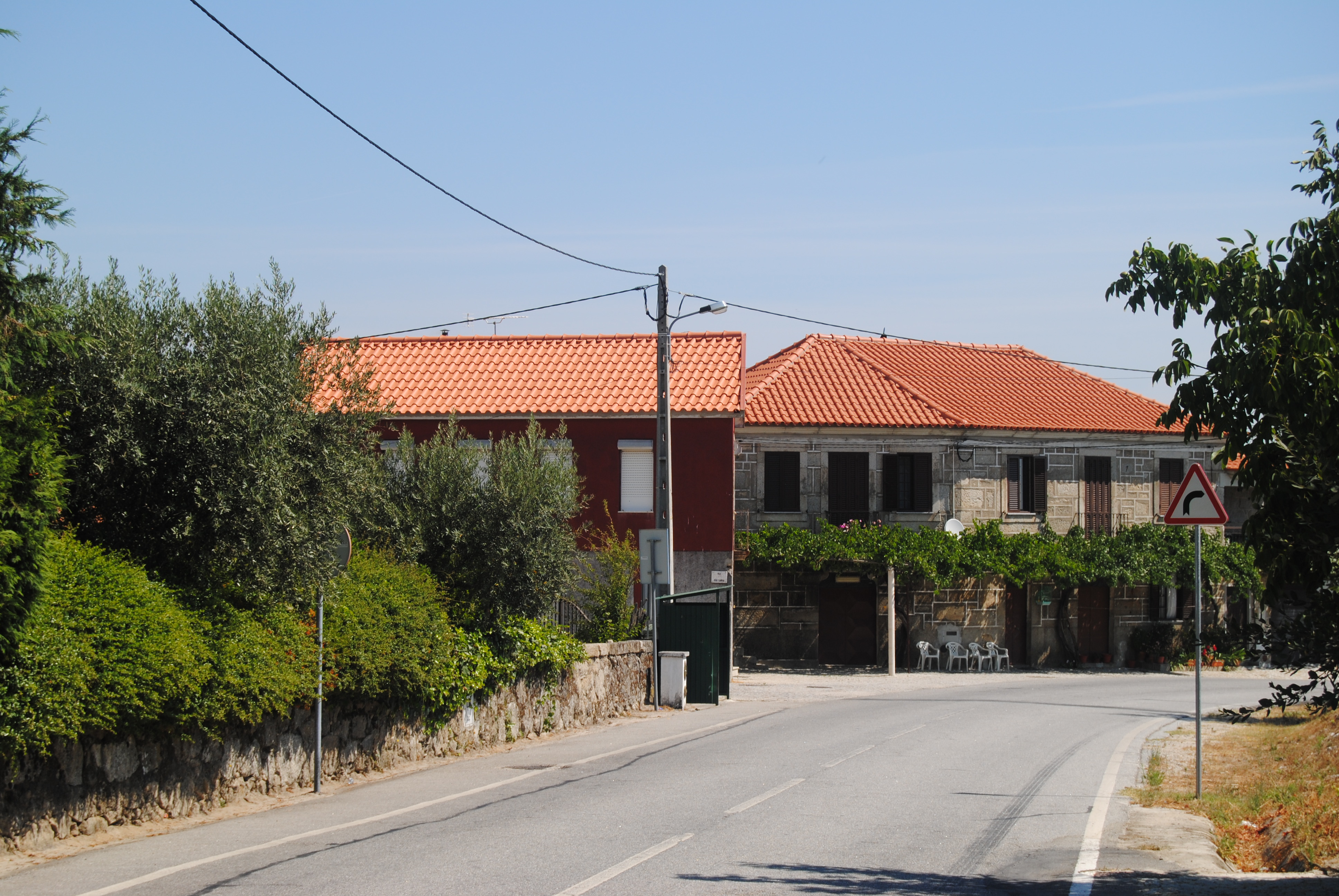
Cabril, Estrada N229-2, Rua da Escola
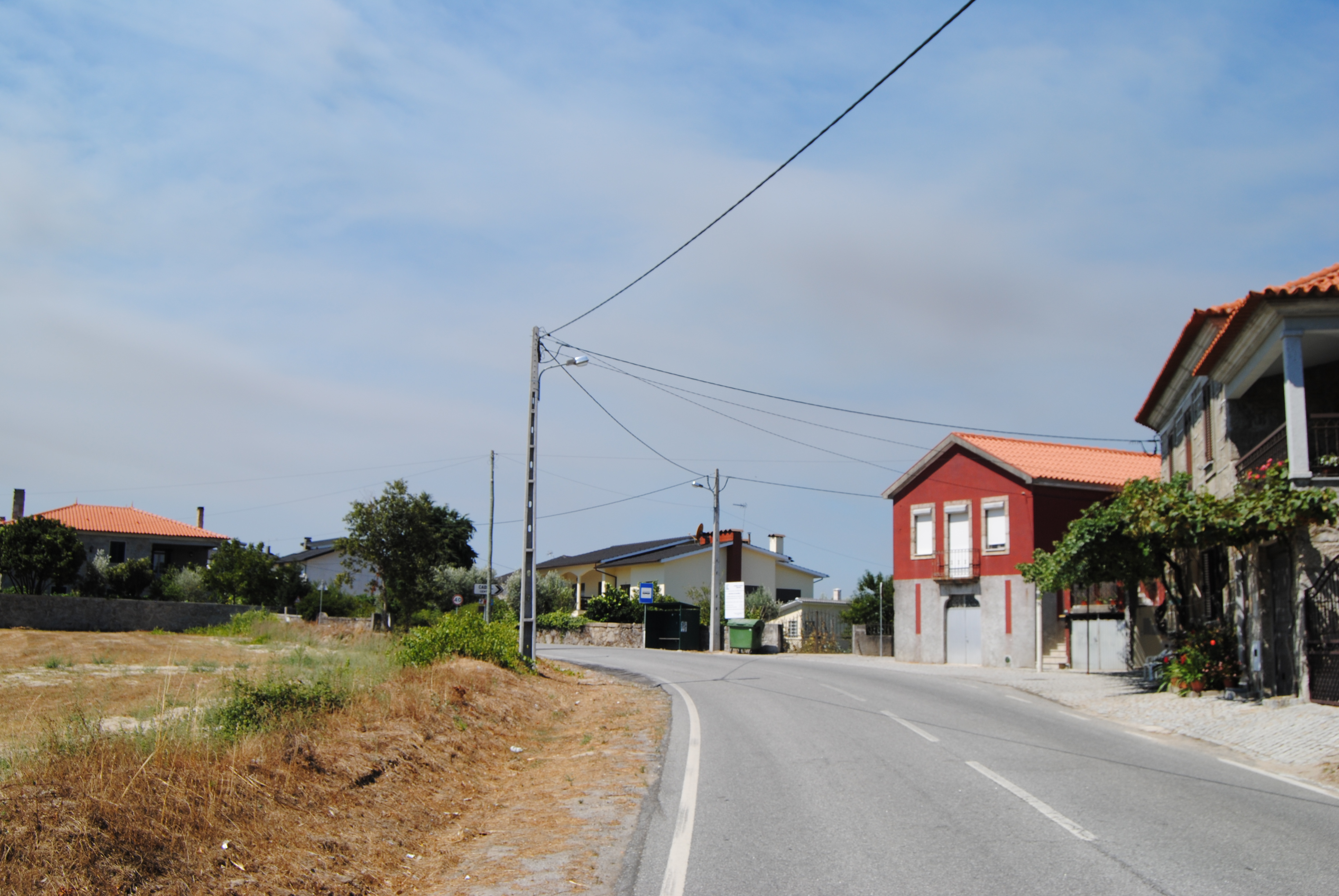
Cabril, Estrada N229-2, Rua da Escola
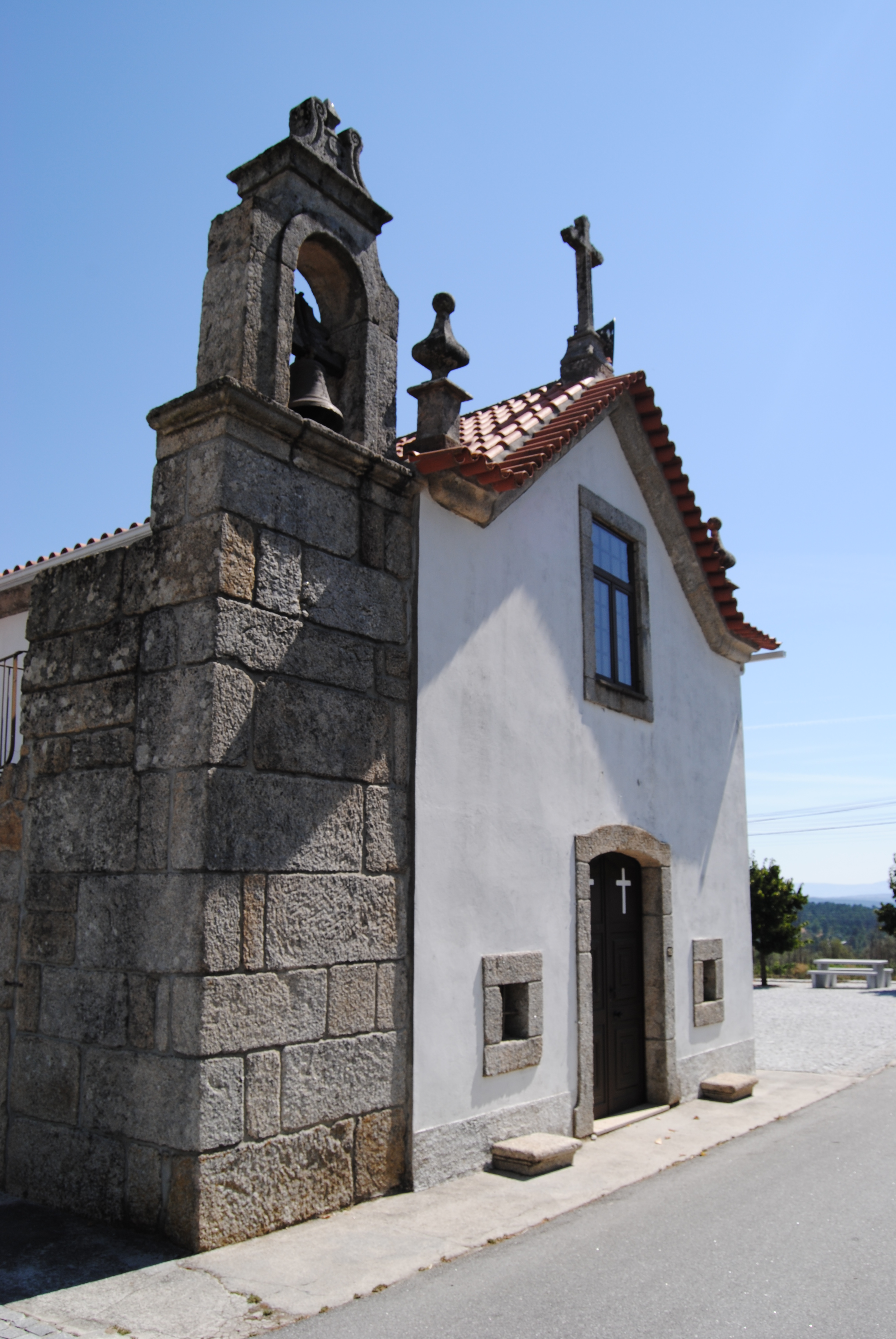
Porta principal
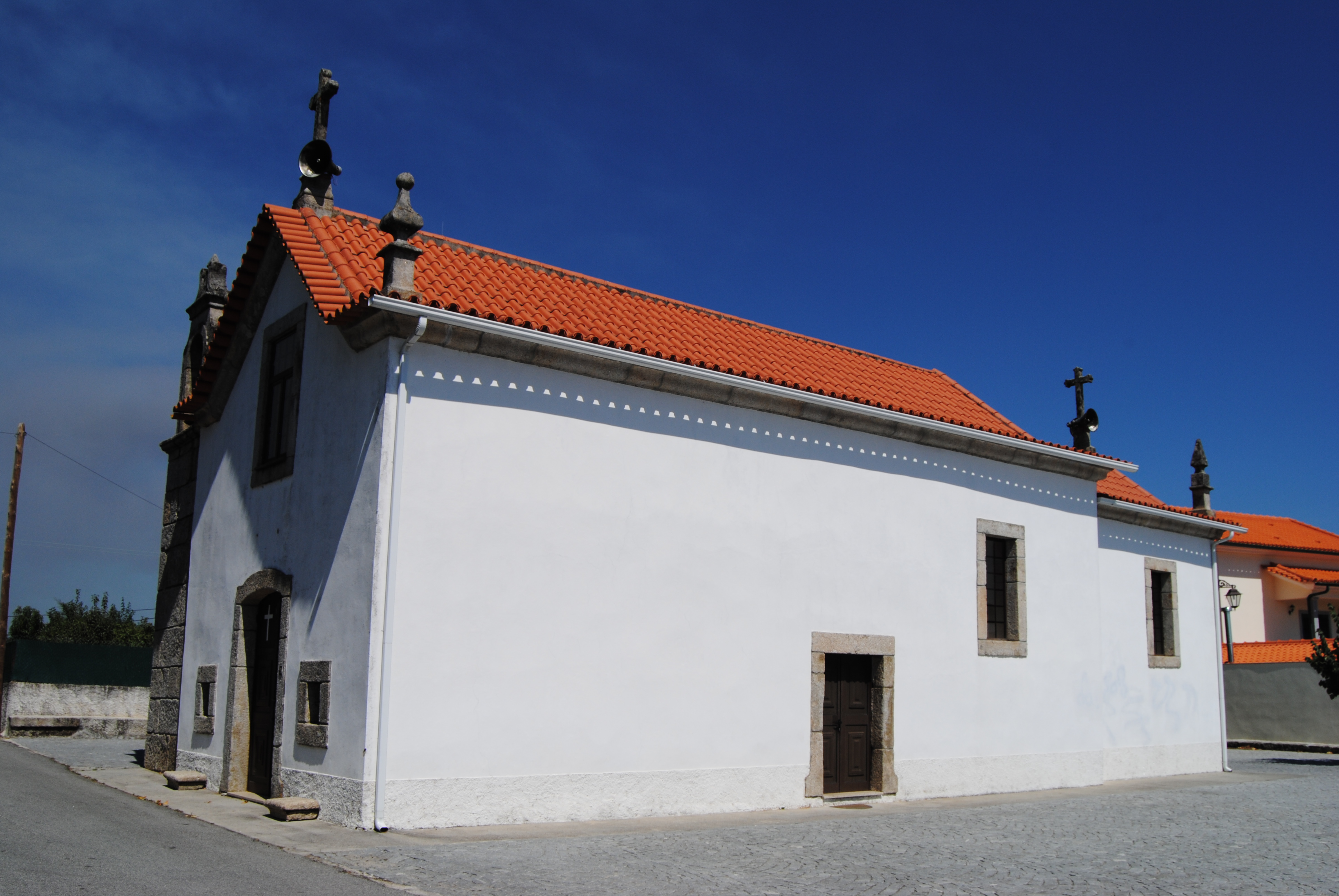
Porta lateral
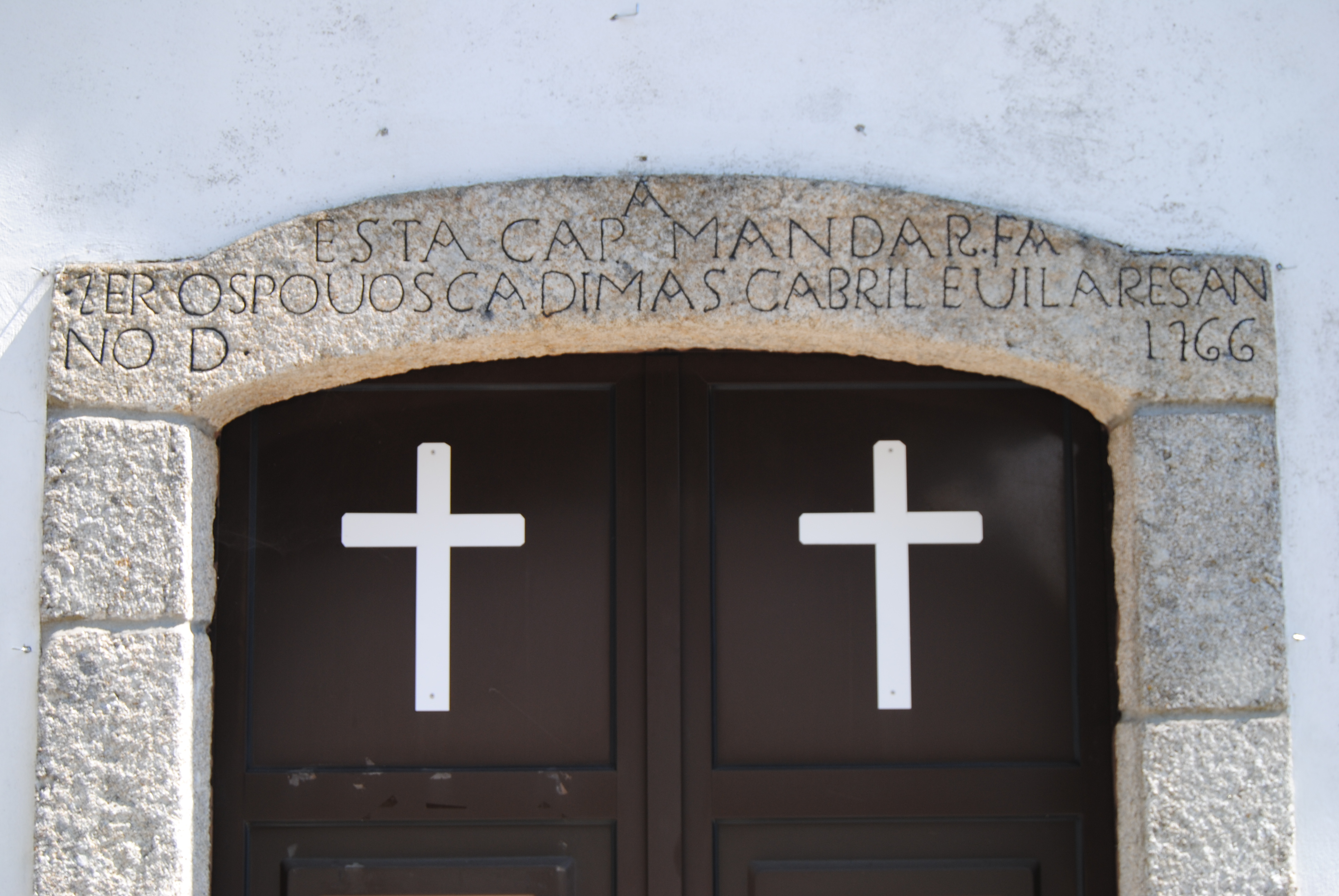
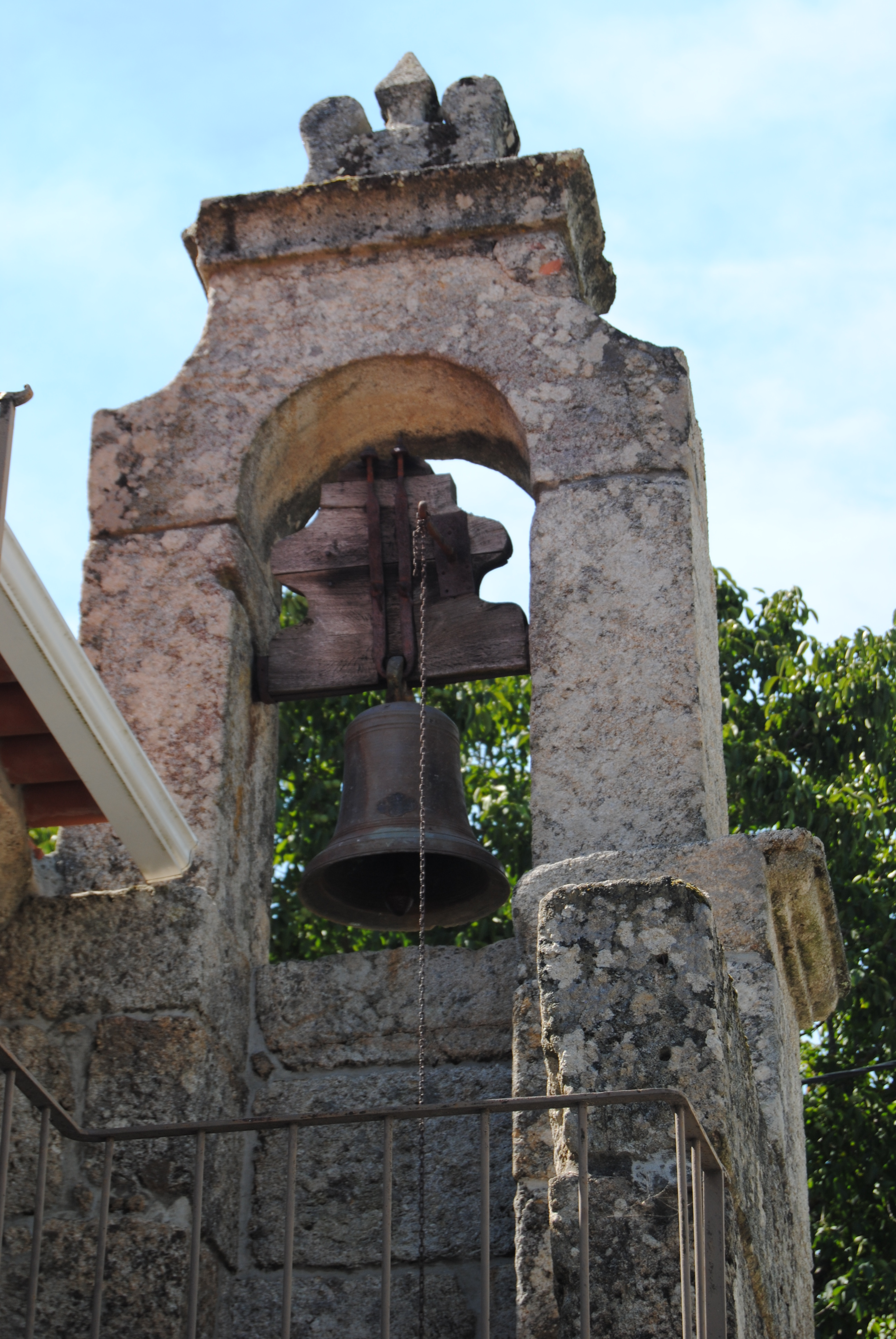
Torre
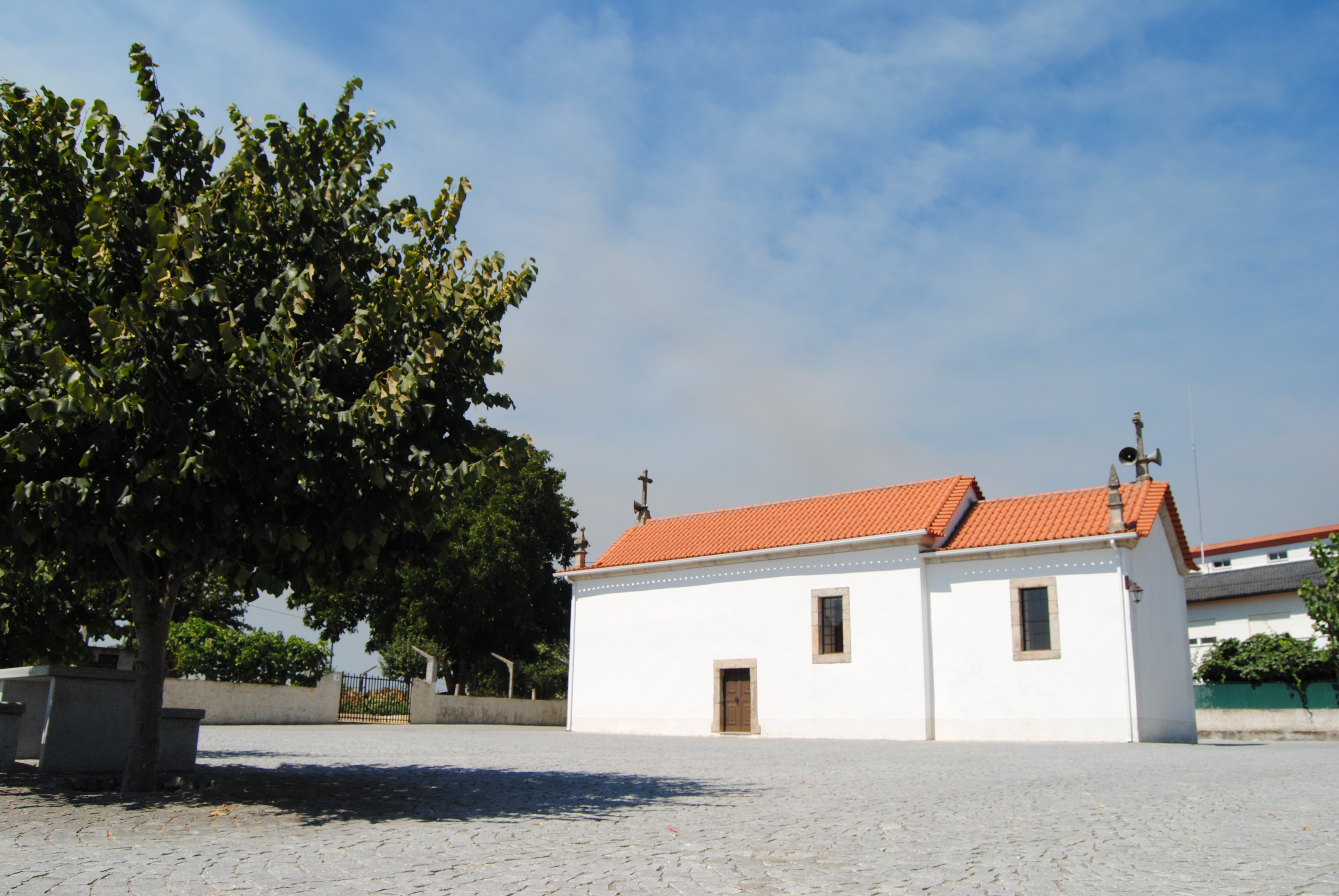
Adro
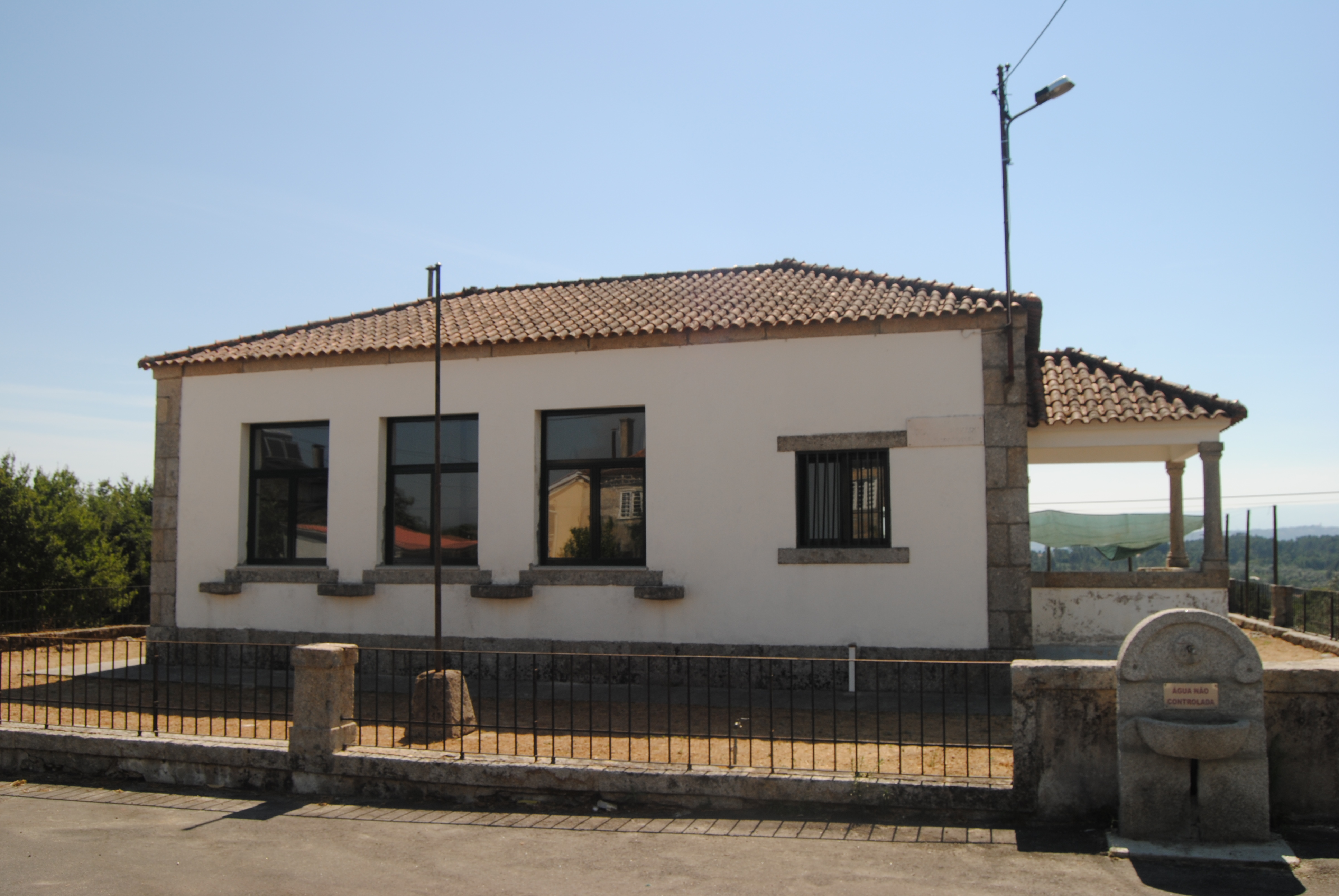
Escola Primária
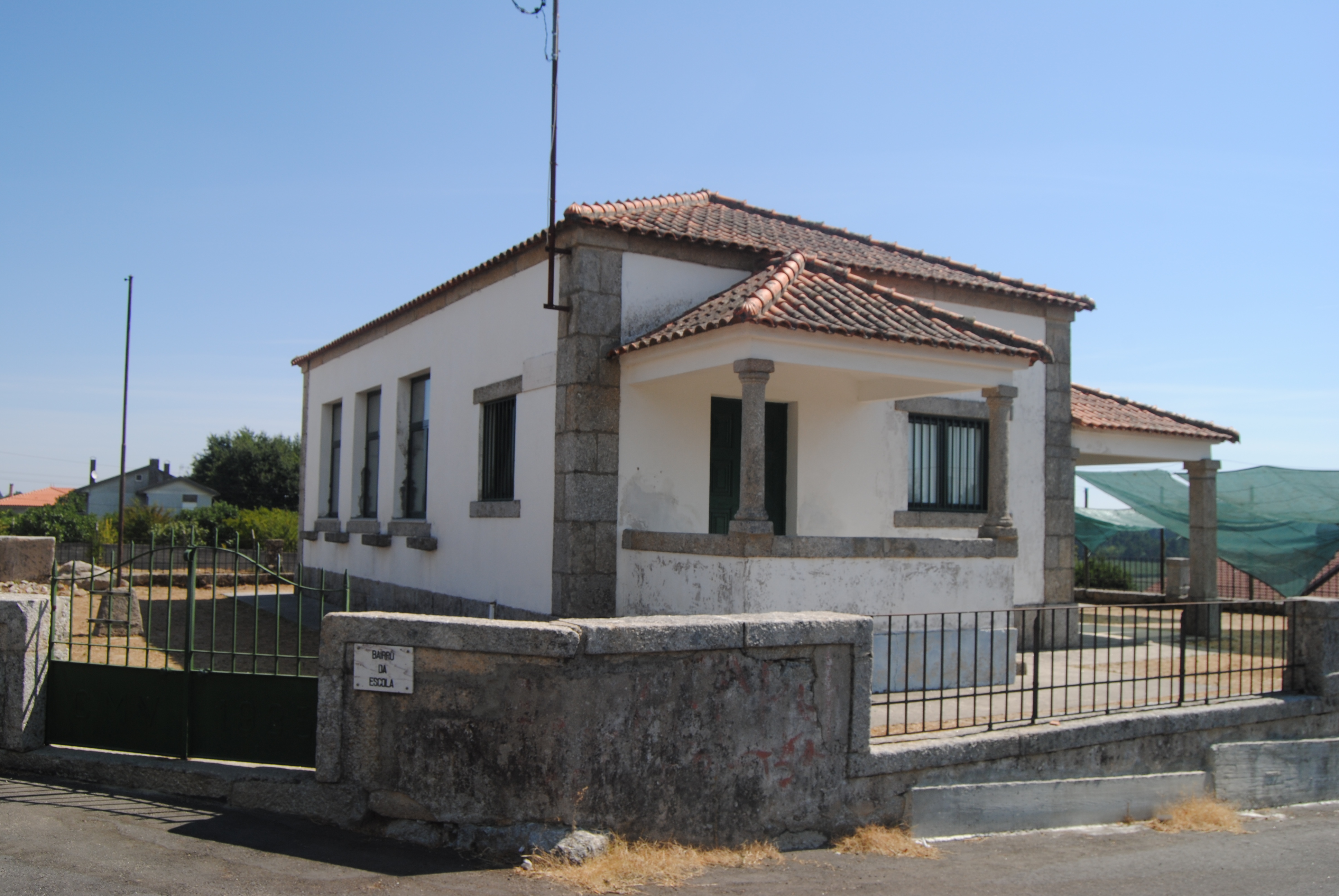
Escola Primária
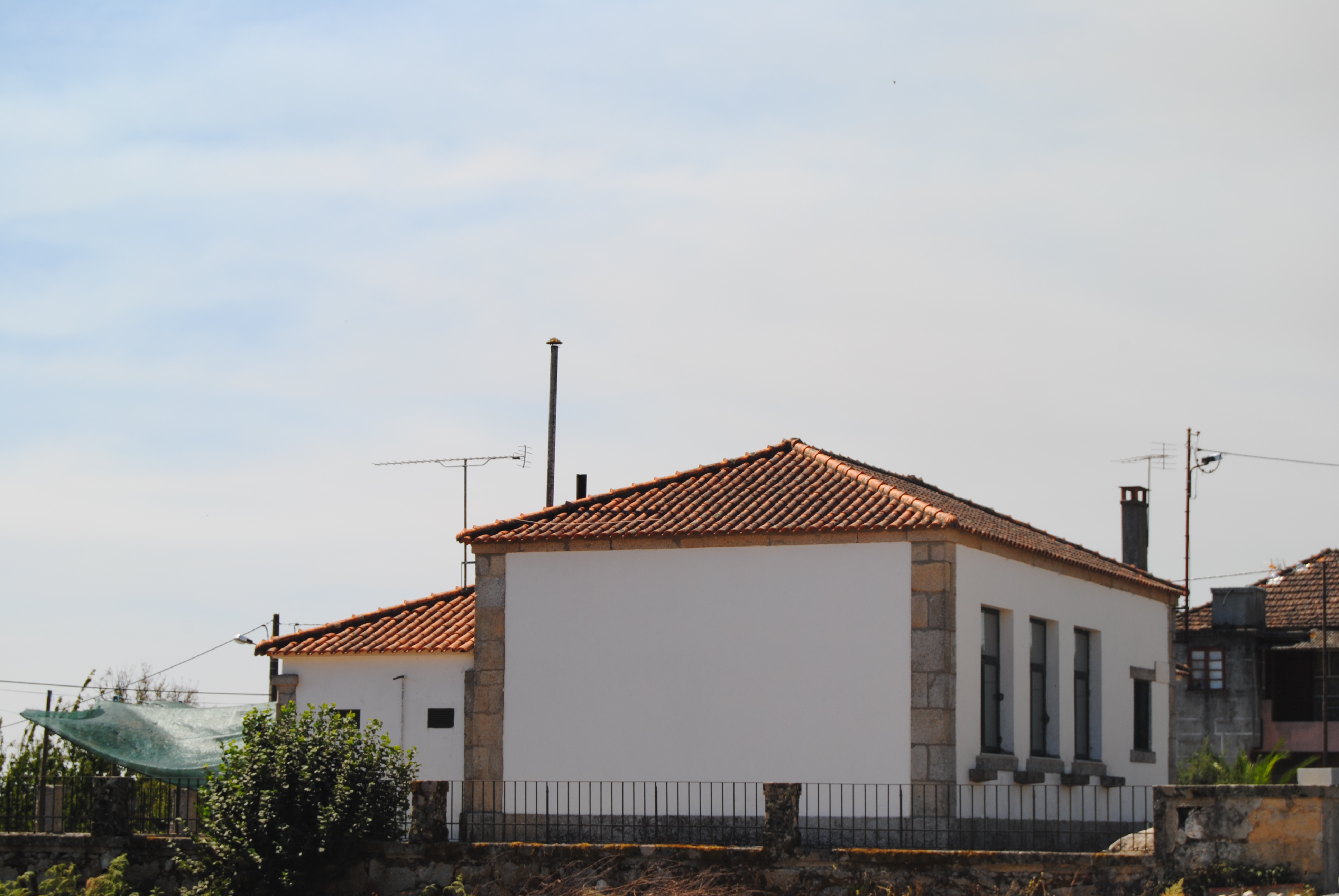
Escola Primária